# Horný vrch
Planina Horný vrch je krajinný podcelek Slovenského krasu. Z velké části je zalesněná, v západní části planiny má krajinné prvky parkového charakteru. Na planině se nalézá řada hlubokých propastí a vyvěraček a také již vegetací zarostlé Lúčanské jezírko.

## Poloha
Jde o nejmenší planinu Slovenského krasu. Ze západu je od Silické planiny oddělena Jablonovským sedlem, z jihu se dotýká Turnianské kotliny (část Košické kotliny), na severu se nachází Bôrčanská brázda, jež jí odděluje od Volovských vrchů a z východu je ohraničena Zádielskou tiesňavou. Severovýchodní část planiny Horný vrch vyplňuje malinká Bôrčanská planina. Planina je orientovaná ve směru západ-východ, celková délka činí cca 15 km.

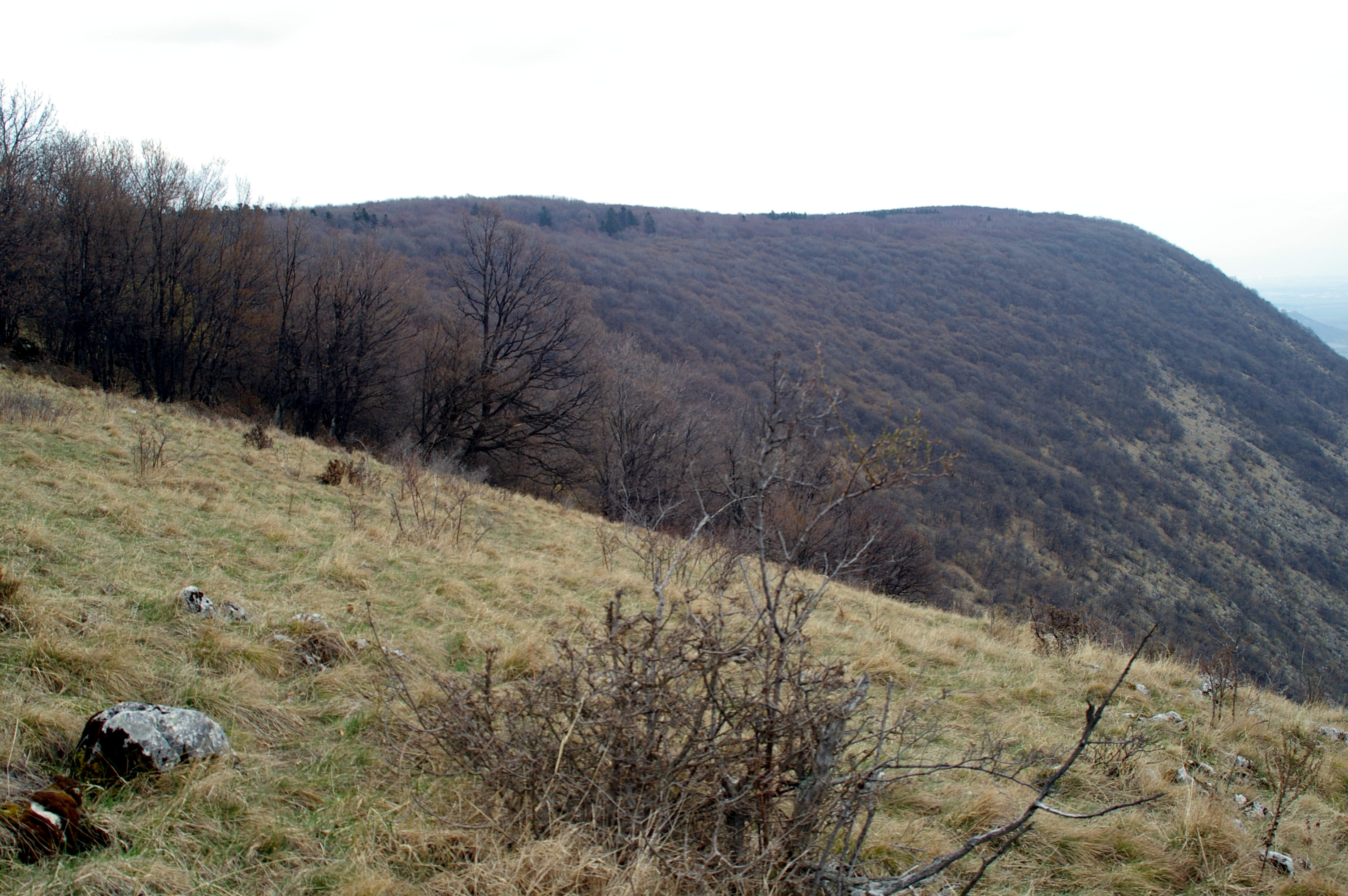
Severní svahy planiny
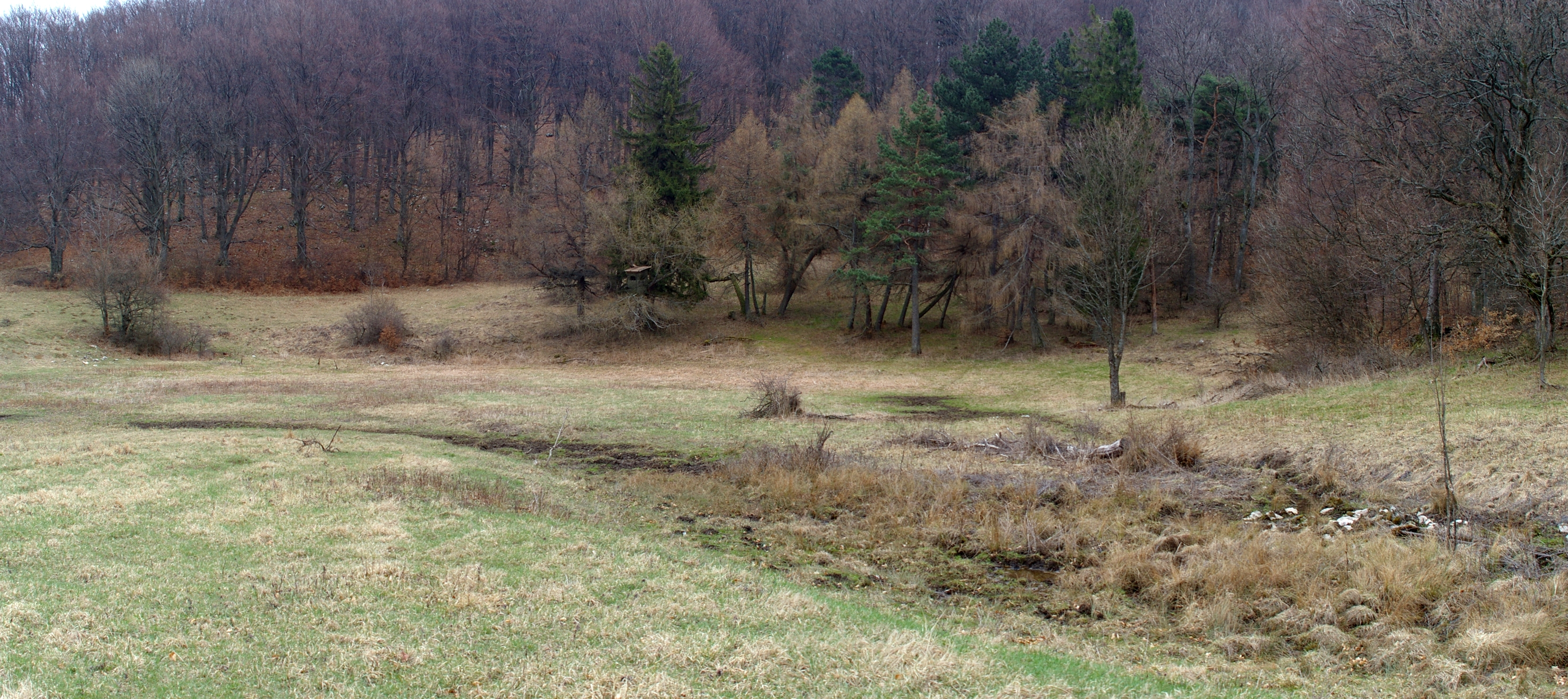
Zaniklé Lúčanské jezírko
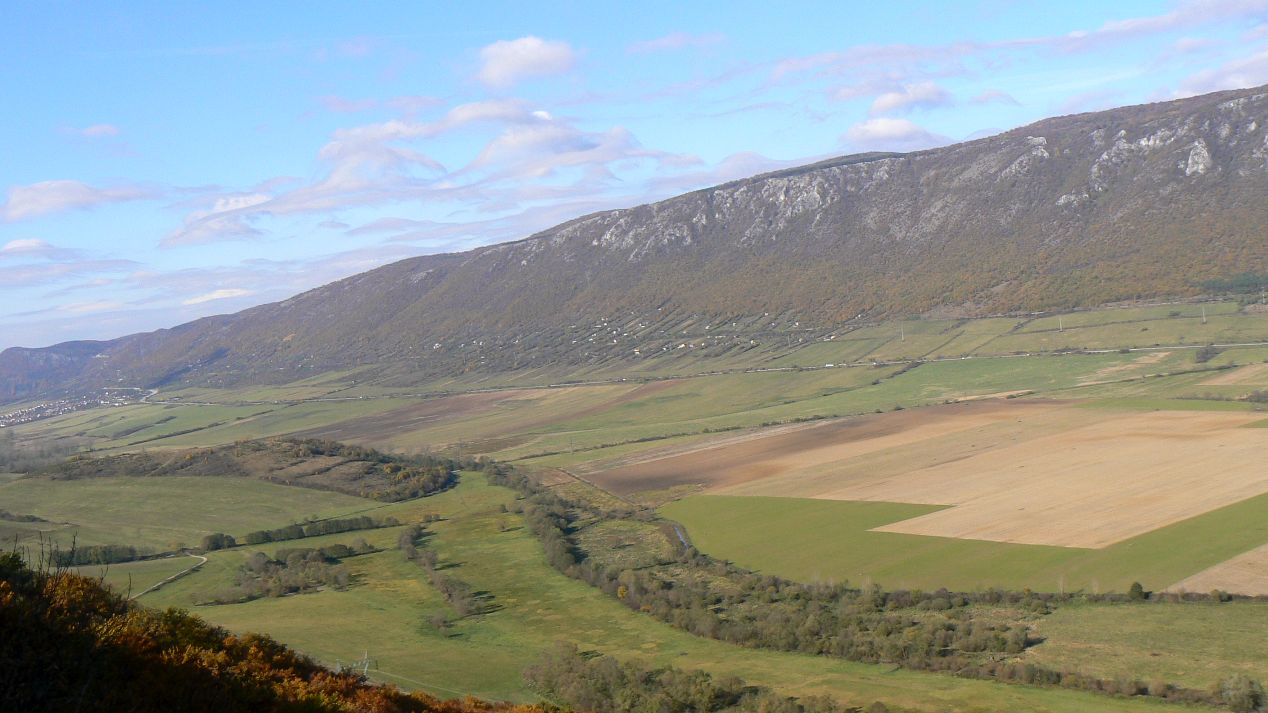
Jižní svahy, v popředí Turnianská kotlina

## Geomorfologie
Nejvyšším bodem planiny je Matesova skála (925 m n. m.), která je druhým nejvyšším bodem Slovenského krasu.